# Un chapeau de ciel
Un chapeau de ciel (titre original : A Hat Full of Sky), paru en langue originale en 2004 puis publié en France en novembre 2007 aux éditions L'Atalante, est le troisième volume indépendant pour enfants de la série Les Annales du Disque-monde et fait suite au roman Les Ch'tits Hommes libres de Terry Pratchett. Il a obtenu le prix Locus du meilleur roman pour jeunes adultes en 2005. Ces deux romans sont en marge des autres tomes des Annales du Disque-monde : leur histoire se déroule en effet assez loin de la ville d'Ankh-Morpork.

## Résumé
Dans ce second volet Tiphaine Patraque va troquer sa robe de bergère et sa poêle à frire pour une robe de sorcière, un balai et un sac à vomi. Traquée par un rucheur, Tiphaine est en bien mauvaise posture… Mais c'est sans compter sur les Nac Mac Feegle et Miss Tique, en plus cette fois, elle aura pour renfort nulle autre que… Mémé Ciredutemps.

## Personnages
- Tiphaine Patraque
- Les Nac Mac Feegle
- Miss Tique
- Mémé Ciredutemps
- Mlle Niveau